# Boac
Boac è una municipalità di seconda classe delle Filippine, capoluogo della Provincia di Marinduque, nella Regione del Mimaropa.
Boac è formata da 61 baranggay:
- Agot
- Agumaymayan
- Amoingon
- Apitong
- Balagasan
- Balaring
- Balimbing
- Balogo
- Bamban
- Bangbangalon
- Bantad
- Bantay
- Bayuti
- Binunga
- Boi
- Boton
- Buliasnin
- Bunganay
- Caganhao
- Canat
- Catubugan

- Cawit
- Daig
- Daypay
- Duyay
- Hinapulan
- Ihatub
- Isok I (Pob.)
- Isok II Pob. (Kalamias)
- Laylay
- Lupac
- Mahinhin
- Mainit
- Malbog
- Maligaya
- Malusak (Pob.)
- Mansiwat
- Mataas Na Bayan (Pob.)
- Maybo
- Mercado (Pob.)
- Murallon (Pob.)

- Ogbac
- Pawa
- Pili
- Poctoy
- Poras
- Puting Buhangin
- Puyog
- Sabong
- San Miguel (Pob.)
- Santol
- Sawi
- Tabi
- Tabigue
- Tagwak
- Tambunan
- Tampus (Pob.)
- Tanza
- Tugos
- Tumagabok
- Tumapon